# Blood Fest
Blood Fest (bra:Festival Sangrento) é um filme americano de comédia de terror de 2018 escrita e dirigida por Owen Egerton e estrelada por Robbie Kay, Seychelle Gabriel e Jacob Batalon. Outros membros do elenco incluem Zachary Levi, Barbara Dunkelman, Nick Rutherford e Tate Donovan. O filme foi lançado no serviço de vídeo on demand da Rooster Teeth e teve sua estreia mundial no SXSW Film Festival em 2018. Foi lançado no Brasil em 2018 no Fantaspoa.

## Sinopse
Fãs se reúnem para um festival que celebra os filmes de terror mais famosos, mas à medida que os participantes começam a morrer, três adolescentes que sabem tudo sobre o tema devem se unir e combater todos os loucos, monstruosos e terríveis cenários para sobreviver.

## Elenco
| Ator/Atriz             | Personagem         |
| ---------------------- | ------------------ |
| Robbie Kay             | Dax Conway         |
| Seychelle Gabriel      | Sam                |
| Jacob Batalon          | Krill              |
| Barbara Dunkelman      | Ashley             |
| Chris Doubek           | Roger Hinckley     |
| Nick Rutherford        | Lenjamin Cain      |
| Tate Donovan           | Dr. Vaughn Conway  |
| Owen Egerton           | Anthony Walsh      |
| Rebecca Wagner         | Jayme / Red        |
| Byron Brown            | Mac                |
| Olivia Grace Applegate | Rain, a vampira    |
| Christina Parrish      | Amy                |
| Adam Ellis             | O Arborista        |
| Paul Ogola             | Billy              |
| Lynn Andrews III       | Employee (Trapper) |
| Samantha Ireland       | Sra. Conway        |
| Geoff Ramsey           | Guns               |
| Zachary Levi           |                    |
| Gavin Free             |                    |

## Recepção
No agregador de críticas Rotten Tomatoes, que categoriza as críticas apenas como positivas ou negativas, 50% das 20 críticas são positivas. Já no agregador Metacritic, com base em 5 avaliações, o filme tem uma média ponderada de 54 entre 100, com a indicação de "revisões mistas ou médias".